# Benito Artesi
Benito Artesi (Napoli, 4 agosto 1938 – Roma, 24 giugno 2018) è stato un attore italiano.

## Biografia
Attore, doppiatore e indossatore, ha iniziato a recitare da bambino negli spettacoli per bambini al Teatro Metropolitan di Napoli. Diciannovenne ha iniziato a far parte prima della “Scarpettiana” per poi recitare al fianco di Nino Taranto in diverse commedie, tra le quali Virata di bordo di Titina De Filippo, Caviale e lenticchie e Bello di papà. Ha fatto poi parte della compagnia napoletana di teatro diretta da Vittorio Viviani per la rappresentazione di diversi testi di Raffaele Viviani al Teatro Bracco di Napoli. Ha recitato al fianco di Peppino De Filippo in numerose sue commedie, sia in teatro che nella trasposizione televisiva. Voce recitante nei concerti del maestro Antonellini, ha diretto tra l'altro la Compagnia Assorider dei giovani. 
Anche per il cinema ha interpretato ruoli sia drammatici che in diverse commedie, in particolare con il regista Pasquale Squitieri e al fianco di nomi quali Anna Magnani, Claudia Cardinale, Giuliano Gemma e tanti altri. È ricordato per aver interpretato il “prete tifoso” Don Giulio nel film Quel ragazzo della curva B con Nino D'Angelo.
È morto a Roma domenica 24 giugno 2018, due mesi prima di compiere 80 anni. Le esequie si sono svolte il successivo martedì 26 Giugno, alle 12, presso la Chiesa degli Artisti sita in Piazza del Popolo a Roma.

## Filmografia

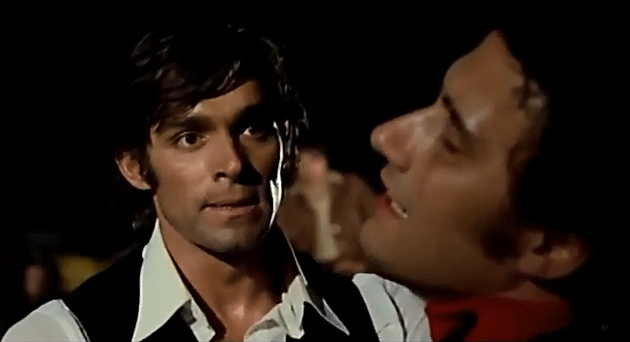
Fabio Testi e Benito Artesi in una scena del film del 1972 Camorra

### Cinema
- Camorra, regia di Pasquale Squitieri (1972)
- I guappi, regia di Pasquale Squitieri (1974)
- L'ambizioso, regia di Pasquale Squitieri (1975)
- Il prefetto di ferro, regia di Pasquale Squitieri (1977)
- Napoli... la camorra sfida, la città risponde, regia di Alfonso Brescia (1979)
- Zappatore, regia di Alfonso Brescia (1980)
- Pronto... Lucia, regia di Ciro Ippolito (1982)
- Tradimento, regia di Alfonso Brescia (1982)
- Un jeans e una maglietta, regia di Mariano Laurenti (1983)
- Claretta, regia di Pasquale Squitieri (1984)
- Carabinieri si nasce, regia di Mariano Laurenti (1985)
- Maccheroni, regia di Ettore Scola (1985)
- La Bonne, regia di Salvatore Samperi (1986)
- Il caso Moro, regia di Giuseppe Ferrara (1986)
- Quel ragazzo della curva B, regia di Romano Scandariato (1987)
- 32 dicembre, regia di Luciano De Crescenzo (1988)
- Il male oscuro, regia di Mario Monicelli (1990)
- Atto di dolore, regia di Pasquale Squitieri (1990)
- C'è posto per tutti, regia di Giancarlo Planta (1990)
- Il muro di gomma, regia di Marco Risi (1991)
- Ci hai rotto papà, regia di Castellano e Pipolo (1993)
- Tutta la conoscenza del mondo, regia di Eros Puglielli (2001)

### Televisione
- Racconti napoletani di Giuseppe Marotta – miniserie TV, 3 episodi (1962)
- Michele Settespiriti – miniserie TV, 2 episodi (1964)
- Questa sera parla Mark Twain – miniserie TV, 1 episodio (1965)
- I papà nascono negli armadi – film TV (1965)
- Luisa Sanfelice – miniserie TV, 3 episodi (1966)
- Don Giacinto a forza – film TV (1966)
- I racconti del faro – miniserie TV, 1 episodio (1967)
- La fiera delle vanità – miniserie TV, 1 episodio (1967)
- Relazione di mare – film TV (1969)
- I ragazzi di padre Tobia – serie TV, 1 episodio (1970)
- Un certo Harry Brent – miniserie TV, 1 episodio (1970)
- La carretta dei comici – serie TV, 2 episodi (1970)
- Naso di cane – miniserie TV (1986)
- Il ricatto – serie TV, 2 episodi (1989)
- Don Fumino – serie TV, 1 episodio (1994)
- La piovra 7 - Indagine sulla morte del commissario Cattani – miniserie TV, 6 episodi (1995)

Partecipò inoltre a due edizioni della rubrica pubblicitaria televisiva Carosello pubblicizzando: dal 1971 al 1975, insieme a Tom Felleghy e Gemma De Angelis i salumi Citterio; nel 1964, con Hélène Chanel, George Hilton, Anna Maria Checchi, Stefano Patrizi, Boss, Susanne Loret, Fiammetta Baralla e Jill Hennessy, l'Amaro Cora.

## Prosa televisiva Rai
- Un figlio a pusticcio di Eduardo Scarpetta, regia di Mario Mangini e di Pietro Turchetti, trasmessa il 7 luglio 1959 sul Programma Nazionale